# Рудник Столице
Рудник Столице је рудник антимона у западној Србији у близини градова Крупањ и Лозница. Рудник Столице–Костајник припада комплексу рудника Зајача на подручју Борање. На овом подручју се налазе значајна налазишта антимона, чија је експлоатација почела још 1882. године, а према историјским изворима, традиција прераде руде на овим подручјима потиче од 1445. године. Већ 1888, био је познат највећи број антимонских руда и рудника на овом подручју, међу којима се истиче налазиште Костајник-Столице. Налазишта руде антимона се простиру од Борање до Ваљева, а руда се не налази на великим дубинама.

## Историјат
Пред Други светски рат Србија је производила 40% укупне производње антимона у Европи. Највећи део производње антимона у Србији потицао је из рудника Крупња, Зајаче, Столица и Доброг потока. Према неким историјским изворима, Зајача се 1445. помиње као рударско насеље са царином и тврђавом. Управа рудника је предложила држави да се покуша претапање антимона и његових руда 1889. године, пошто је цена антимона, као и осталих метала била изразито висока, па је године подигнута топионица у Крупњу. Припреме су убрзо завршене, па је 1890. године подигнута пећ за рафинацију антимона,када је и почела сама производња антимона. Производња је била одлична, а поступак је био такав да се оксидна руда стављала директно у пећ. Рудник и топионица антимона радили су добро са повременим прекидима све до 1944. године. Рудник Столице отворен је 1916. године и производио је преко 90% руде топионици која се налазила у Крупњу. Производња руде антимона престала је 31.05.1990. године, а топионица је наставила са производњом Sb легура из секундарних сировина. Поновна производња није покретана.
У руднику Зајача до 1901. године руда је продавана, када је кренула са радом топионица која се састојала од три пећи за оксидацију и две пламене пећи за редукцију руде. Топионице у Зајачи и Крупњу радиле су са прекидима. 1936. године зајачку производњу антимона преузима немачки капитал Монтанија АД. 1938. године у Зајачи је пуштена у рад најмодернија топионица антимона у Европи. 1956. уграђена је још једна пећ, додати су механички филтери и реконструисана је транспортна трака. До друге реконструкције долази 1965. када је гасгенератор замењен новим мазутним постројењем, које је ефикасније, сигурније и које мање загађује околину. Тада је додата још једна рафинациона пећ и нови систем шаржирања код обртних пећи са бункерским проширењем. Производња антимона је престала 31.05.1990. а топионица је производила антимон из секундарних сировина. Приватизација топионице у Зајачи извршена је 2006. и она постаје део „Фармаком М.Б.” из Шапца. Топионица производи олово из секундарних сировина, олово-антимонске легуре и олово-антимонско-селенске легуре.

## Добијање руде
Руде на овом подручју су сулфидне и оксидне. Геолошке резерве руде рудника Столице су процењене на 2.359,0 t, са учешћем антимона од 1,67% или 39,0 t. Минерални ресурси рудника Столице су исцрпљени, а рудник затворен. Флотацијско јаловиште је долинског типа. Јаловина према гранулометријском саставу, спада у алевритски песак и песковити алеврит, а тешки метали се јављају у следећим концентрацијама: Pb (1,185-50 ppm), Zn (3,180-633 ppm), Cu (188-55 ppm), Cd (1 ppm), Cr (25-14 ppm), Co (13-6 ppm), Ni (152-73 ppm), Sb (7,9-0,1 ppm), Sn (2.4-0.8 ppm), As (421-115.4 ppm), Hg (0,2-0,1 ppm) и Fe (12,3-1,7%). На јаловишту Столице у Костајнику, које је затворено 1987. године, налазило се око 1.2 милиона тона јаловине. Концентрације As у водама у околини су веће од максимално дозвољених концентрација за трећу и четврту класу земљишта. У непосредној близини депоније земљиште се обрађује. 

### Добијање антимона
Добијање антимона заснива се на преради нископроцентних руда које се крећу од 22-27% Sb. Добијање антимон триоксида Sb₂O₃ базирано је на испарљивости антимона. Он се ствара редукцијом сулфидних и оксидних руда додатком ћумура и кокса на температури од 1000-1250 °C. Добијене антимонове металне паре оксидују са ваздухом у антимон триоксид. Он се затим проводи кроз гасни вод и расхлађује се на температуру од 95-100 °C. Расхлађени оксид и гасови даље се уводе у коморе за таложење. Изнад тих комора постављене су вунене вреће, које задржавају све чврсте честице (укључујући и оксид), а да пропусте гасове. С' времена на време, ове вреће се скидају и празне, а антимон се скупља у коморама.

### Добијање олова
Посебним поступком се од сировог олова добија рафинисано олово и његове легуре које се користе у производњи оловних акумулатора. Годишњи капацитет је 25.000 тона сировог олова за 320 ефективних радних дана. Сирово олово је произведено из чистих сировина (карбонизоване и оловно-оксидне пасте, метални елеменати из старих батерија, други извори...). Процес рафинације се одвија тако што се сирово олово уноси у халу виљушкарима затим се кранском дизалицом преноси до места где се одвија обрада и рафинисање, а када се заврши процес рафинисања материјал се привремено одлаже у складиште.
Рафинисање сировог олова одвија се у следећим фазама:
1. Сакупљање и (или) топљење сировог олова и суви пилинг;
2. Декуперизација (одбакривање);
3. Прво алкално рафинисање олова (омекшавање);
4. Десилверизација олова (одсребривање);
5. Рафинисање олова од бизмута (одбизмућивање);
6. Квалитетно алкално рафинисање олова (испирање);
7. Разливање олова;
8. Паковање.

| Бр. | Назив фазе рафинисања                                                                  | Границе температуре °C | Трајање фазе, час |
| --- | -------------------------------------------------------------------------------------- | ---------------------- | ----------------- |
| 1.  | Сакупљање и (или) топљење сировог олова, груба декуперизација: суви пилинг             | 700-900 450-550        | 16-24 6-8         |
| 2.  | Декуперизација: скидање масних шликера; Фина декуперизација, скидање сулфидних шликера | 350-370 330-340        | 6-8 2-3           |
| 3.  | Прво алкално рафинисање олова (омекшавање)                                             | 450-600                | 8-24              |
| 4.  | Десилверизација олова (одсребривање-по потреби)                                        | 580-330                | 12-16             |
| 5.  | Рафинисање олова од бизмута (по потреби)                                               | 380-330                | 10-12             |
| 6.  | Квалитетно алкално рафинисање олова                                                    | 400-550                | 3-6               |
| 7.  | Изливање олова                                                                         | 420-450                | 8-10              |
| 8.  | Пакетирање, до 50 стогова (палета)                                                     | −                      | 8-10              |

Комплекс у Зајачи се састоји од следећих погона:
- Сепарација, где се производе полупроизводи: оловна паста и оловна решетка;
- Топионица, где се полупроизводи претапају и добија сирово олово
- Рафинација, у оквиру које се прави рафинисано олово и све врсте легура.

Технологија рафинације се одвија по стандардном технолошком поступку у коме се фазно нижу: одбакривање, омекшавање, одбизмутивање, одсребривање, финално испирање и ливење рафинисаног олова на тракастој ливној машини капацитета 15 т/х и припрема аку-легура (1 котао џ 30т).
Као резултат поступка рафинације производи су следећег квалитета:
- Рафинисано олово квалитета 99,985% Pb, који одговара стандарду ЕН ПБ985Р (садржај

```
олова 99,985%, са укупним садржајем примеса 150г/т)
```

- Оловне легуре према захтеву купца.

## Геолошка грађа терена
Јужни део подручја чини брдскопланински део са око 50% укупне територије, док равничарски и нискобрежуљкасти део чини осталих 50% (долина реке Јадра, Лешнице и десне обале Дрине). Територија рудника и околине у геолошком смислу припада геотектонској јединици – Вардарска зона. Геолошку грађу јадарског блока чине стене настале током палеозоика, мезозоика и кенозоика, а такође и квартарни седименти олова, цинка и живе. Геолошку грађу терена, у оквиру рудника и широј околини, чине дацито-андезитске стене (вулканске стене) терцијарне старости. Јављају се као масе или изливи, праћени већим или мањим количинама пирокластита. Стене су мезократне, ретко меланократне холокристаласте и хипокристаласте порфирске структуре, а флуидалне текстуре. Лучење ових стена је плочасто, стубасто или банковито. Могу да садрже кварц, андезит и бојене минерале (биотит, амфибол и пироксен). Дацито-андезитске стене су у већој или мањој мери захваћене хидротермалним променама-серицитизацијом, карбонизацијом, хлоритизацијом и силификацијом. Дацито-андезити су обично сиво-беле боје, везани глиновитим везивом. Користе се као грађевински материјал, за израду коцки за путеве, ломљеног камена, украсног камена, за ивичњаке, итд.
Висинске разлике се крећу од 142 м (град Лозница) до 799 м (планина Гучево). Простор општине Лозница по нагибима терена можемо поделити на пет група:
- преко 30% обухватају подручја на планинама Гучево и Борања као и уже подручје планине Цера;
- од 20-30% обухватају нагиби на планинама Гучево, Борања, Цер и Иверак;
- нагиби од 0,5-10% се појављују у брежуљкастим деловима и представљају више терасе;
- карактеристично подручје долине Јадра и Лешничке реке;
- мање од 0,5% представљају делови алувијалних равни на подручју реке Дрине и доњих токова Јадра и Лешничке реке.

Најстарији седименти на овом подручју припадају палеозоику и налазе се у северном и јужном делу (од Костајника до Мишковца), и припадају девонско-карбонској јединици, где се види смењивање пешчарских и глиновитих стена. Боја пешчара може бити сивкаста, жућкастосива, мрка или зеленкастосива. У пешчарарима се јављају аргилошист и филит и то у јужном делу (од Зајаче преко Костајника до Мишковца).
Седименти средње старости су седименти мезозоика који су распрострањени на правцу Бања Ковиљача - Коренита - Цикоте, и заступњене су творевине тријаске и кредне старости. Тријаске творевине чине теригени и карбонатни седименти доњег и средњег тријаса. Седименти доњег тријаса су кречњаци, пешчари и глинци. Горњокредни седименти су распострањени у виду великих маса од Лознице до Бање Ковиљаче, као и око Цикота. Ови седименти имају претежно тектонско-ерозиону границу. Горњокредне творевине предстваљају кластични седименти, кварцни пешчари, субграувци, конгломерати, кречњаци, лапорци и глинци.
Најмлађи седименти су кенозојски седименти, односно творевине терцијарне и квартарне старости. У Терцијару су заступљени неогени седименти највише миоценске или плиоценске старости. Седименти квартарне старости су углавном терасни, падински, и алувијални седименти. Речне терасе су изграђене од глине, шљунка, супеска и понегде песка. Дебљина ових седимената варира од 20 до 30 метара. Алувијалне наслаге изграђују шљункови, пескови и суглине, а дебљина је већа од 40 метара.

## Просторије, постројења рудника и начин функционисања
У рудник се улазило степеницама, а затим вертикалним мердевинама на 160 m дубине. Рудари су радили суво бушење са пнеуматским алатом. У неким јамама постојало је електрично осветљење, док су се у другим користиле ацетиленске лампе.
Руда се дробила у дробилици, а у млиновима млела и претварала у прашину. У посудама са растворима бакарсулфата, натријум карбоната и других хемикалија, руда се издвајала и филтрирала да би се добио концентрат. Затим се даље допремала у топионицу у Зајачи и Крупњу, да би се добио хемијски чист антимон. Постојала су следећа оперативна одељења: хемијска лабораторија-која служи за хемијска испитивања руде,одељење за складиште руде, одељење за припрему садржаја, одељења са ротационим пећима, коморе за филтрирање, пећи за рафинисање, шахтна пећ и ливница.
Руда у овим рудницима се налазила у кварцним жицама-филону (у облику гнезда и џепова у трахиту), у облику жица са глиненим шкриљцима и у облику неправилних мањих тела (у силификованим кречњацима). Филон је фино зрнасти кварц са антимоновом рудом. У глиненим шкриљцима се налазе врло танке жице белог кварца (1—2 cm) у којима се налази руда антимона.
Главна руда антимона је био антимон трисулфид (Sb₂S₃), али су се ту налазиле и друге руде арсена (реалгар, аурипигмент, арсенопирит) и живе (цинабарит).

## Незгода на јаловишту рудника Столице
У мају 2014. године, на руднику Столице је процурела брана због велике количине воде која се акумулирала у јаловини. Више од 100.000 m³ муља са јаловином је отекло у поток Костајник од којег касније настаје река Коренита, притока Јадра. Плавни талас је покрио земљиште широко између 50-75 метара, са обе стране обале, седиментним слојем дебљине 5-10 cm. То је било за време мајских поплава 2014. године. Тада је пала велика количина кише на подручју Крупња. Брана је попустила, а вода која је носила јаловину је ушла у реку. Тиме је била угрожена вода коју пију мештани села. Такође, испод јаловишта се налазе обрадиве површине уз корито потока Костајник и реке Корените, које су биле поплављене. Рађена су истраживања којима је утврђена повишена количина тешких метала у површинској води и то: арсена (дуж целог испитиваног подручја), гвожђа и мангана (у већини испитиваних подручја), бакра, цинка, хрома и олова (само у горњим токовима река-у близини јаловишта). Анализом земљишта и муља у близини незгоде утврђена је повишена количина: арсена, олова, цинка, кадмијума, живе и антимона.

## Испитивање штетности антимона у рудницима Столице, Добри Поток и Зајача
1956. године је рађено истраживање о штетности антимона по здравље људи у рудницима Столице, Добри Поток и Зајача. Такође вршена су испитивања услова рада и начина живота радника. Мерењима микроклиме, осветљења просторија, количине гасова и прашине, утврђено је да су услови рада и хигијенска заштита на неким местима незадовољавајући, па чак и лоши. Утврђено је да је на неким местима велика влажност и да има воде по ходницима. Рудник је изгледао тако да се прво обичним степеницама силази у јаму, а затим мердевинама које су постављене вертикално на дубини од око 160 m силази до радног места. Истим путем се излазило из рудника. Ово је веома много утицало на раднике, због умора, ефикасности рада и здравља. Због сувог бушења стварала се велика количина прашине, па је радницима на располагању била заштитна опрема у виду респиратора, коју су они нерадо користили. Анализом количине прашине у атмосфери, у руднику је била већа количина прашине (у ваздуху) од дозвољене. Коришћене су ацетиленске лампе које су (као осветљење) веома слабе па се посао бушења, утовара и одвожења руде обављао у мраку, што је утицало на повећан број повреда радника. Такође, радници су носили заштитне рударске шлемове и карбидске лампе, док су за заштитно одело и чизме добијали додатак у новцу, који су трошили на друге ствари, па су носили поцепана одела и похабане чизме. У топионици је владала повишена температура, било је доста штетних гасова и прашине. Такође, већина радника се, поред посла у руднику, бавила земљорадњом, што утиче на њихову исцрпљеност на раду и отпорност на болести.
Све ово је утицало на здравље радника који су имали симптоме као што су: кашаљ са појачаном секрецијом, појава бронхитиса, осећај преморености, малаксалости и болови у грудном кошу. Прегледано је нешто мање од 50% радника (бирани су радници са најугроженијих радних места), а утврђено је да око 30% радника болује од болести плућа као што су: силикоза, туберкулоза и силикотуберкулоза. Ово је био један од разлога због којих је рудник затворен.